# Yoann Cissé
Yoann Cissé (* 13. Dezember 2004) ist ein französisch-ivorischer Fußballspieler, der aktuell bei der AJ Auxerre in der Ligue 1 spielt.

## Karriere
Cissé spielte bis zum Sommer 2023 in der Jugend des FC Lorient. In der Saison 2020/21 traf er dort dreimal in sieben U17-Ligaspielen in der B-Jugend. 2021/22 spielte er im Coupe Gambardella für die A-Junioren, stand zudem bereits für die zweite Mannschaft in der National 2 auf dem Platz. In der Spielzeit 2022/23 pendelte er stets zwischen zweiter Herrenmannschaft und dem U19-Team, wobei er insgesamt auf acht Tore in 23 Partien kam.
Im Sommer 2023 folgte der Wechsel zur AJ Auxerre, wo er zunächst bei der viertklassigen Reservemannschaft unterschrieb. Hier spielte er 2023/24 18 Mal für die Viertligisten, wobei er nicht treffen konnte. Ende Mai 2024 unterschrieb er bei der AJA seinen ersten Profivertrag mit einer Laufzeit bis Juni 2025. Sein Profidebüt gab er, nach weiteren Einsätzen und Toren für die zweite Mannschaft, am 5. Januar 2025 (16. Spieltag) nach später Einwechslung gegen Racing Straßburg in der Ligue 1.